# Hanna Wójcik-Łagan
Hanna Joanna Wójcik-Łagan (ur. 1 czerwca 1955 w Kielcach) – polska historyk, profesor nauk humanistycznych.
W 1974 roku ukończyła I Liceum Ogólnokształcące im. Stefana Żeromskiego w Kielcach. W latach 1974–1978 odbyła studia z zakresu historii w Wyższej Szkole Pedagogicznej w Kielcach. Doktoryzowała się w 1987 roku na Uniwersytecie Warszawskim na podstawie pracy zatytułowanej Dążenia modernizacyjne w polskiej dydaktyce historii w latach 1918-1939. Stopień doktora habilitowanego uzyskała w 2000 na Akademii Pedagogicznej im. Komisji Edukacji Narodowej w Krakowie w oparciu o rozprawę Nauczyciele historii szkół średnich i powszechnych w latach 1918-1939. Postanowieniem Prezydenta RP z 12 listopada 2013 roku otrzymała tytuł naukowy profesora nauk humanistycznych.
W 1978 roku podjęła pracę w Wyższej Szkole Pedagogicznej w Kielcach, przekształconej następnie w Akademię Świętokrzyską i Uniwersytet Jana Kochanowskiego. Początkowo zatrudniona była na stanowisku asystenta, następnie adiunkta (1987) i profesora (2000). W latach 1994–1996 pełniła funkcję wicedyrektora ds. dydaktycznych Instytutu Historii, a w 2002 roku objęła kierownictwo Zakładu Dydaktyki Historii i Wiedzy o Społeczeństwie. W 2014 została kierownikiem Zakładu Historii Kultury i Nauki. Zajmuje się historią najnowszą, dziejami polskiej edukacji historycznej (XVI-XX w.) oraz historią kształcenia nauczycieli.

## Wybrane publikacje
- Nauczyciele historii szkół średnich i powszechnych w latach 1918-1939. Kształcenie, dokształcanie, doskonalenie, Kielce 1999
- Kult bohatera narodowego. Józef Piłsudski w szkolnej edukacji historycznej w latach trzydziestych XX wieku, Kielce 2012